# Медный прыгун
Медный прыгун (лат. Plecturocebus cupreus) — вид приматов из семейства саковых. В 2016 году согласно молекулярно-генетическим исследованиям Byrne с коллегами перенесли вид из рода Callicebus в род Plecturocebus.

## Описание
Щёки, шея, внутренняя поверхность конечностей, брюхо и грудь красные, спина, основание хвоста и голова коричневые. Лоб красновато-коричневый.

## Распространение
Представители вида встречаются в Перу к югу от реки Мараньон, также в Бразилии до реки Пурус.

## Поведение
Населяют как первичные, так и вторичные леса, предпочитая последние. В рационе фрукты, листья, насекомые и семена. Моногамны. Образуют небольшие семейные группы.